# WTA Challenger Katalonien
Das WTA Challenger Katalonien (offiziell: Catalonia Open) ist ein Tennisturnier der WTA Challenger Series, das seit 2023 ausgetragen wird. Die erste Austragung erfolgte in der spanischen Stadt Reus, im Jahr 2024 in Lleida und 2025 in Vic.

## Siegerliste

### Einzel
| Jahr | Siegerin           | Finalgegnerin     | Ergebnis       |
| ---- | ------------------ | ----------------- | -------------- |
| 2023 | Sorana Cîrstea     | Elizabeth Mandlik | 6:1, 4:6, 7:61 |
| 2024 | Kateřina Siniaková | Mayar Sherif      | 6:4, 4:6, 6:3  |
| 2025 | Dalma Gálfi        | Rebeka Masarova   | 6:3, 6:0       |

### Doppel
| Jahr | Siegerinnen                          | Finalgegnerinnen              | Ergebnis  |
| ---- | ------------------------------------ | ----------------------------- | --------- |
| 2023 | Storm Hunter Ellen Perez             | Alexa Guarachi Erin Routliffe | 6:1, 7:68 |
| 2024 | Nicole Melichar-Martinez Ellen Perez | Katarzyna Piter Mayar Sherif  | 7:5, 6:2  |
| 2025 | Bianca Andreescu Aldila Sutjiadi     | Leylah Fernandez Lulu Sun     | 6:2, 6:4  |